# Visjön (Regna socken, Östergötland)
Visjön är en sjö i Finspångs kommun i Östergötland och ingår i Motala ströms huvudavrinningsområde.